# Chimarra fulmeki
Chimarra fulmeki är en nattsländeart som beskrevs av Georg Ulmer 1951. Chimarra fulmeki ingår i släktet Chimarra och familjen stengömmenattsländor. Inga underarter finns listade i Catalogue of Life.